# 1612 (film)
1612 (russisk: 1612) er en russisk spillefilm fra 2007 af Vladimir Khotinenko.

## Medvirkende
- Pjotr Kislov som Andrej
- Artur Smoljaninov som Kostka
- Mikhal Zjebrovskij som Kibovskij
- Violetta Davydovskaja som Ksenija Godunova
- Ramon Langa som Alvar Borkha
- Viktor Sjamirov